# Fabio Colagrande
Fabio Colagrande (Roma, 30 settembre 1965) è un giornalista, scrittore e conduttore radiofonico italiano.

## Biografia

### Radio e giornalismo
Dal 1995 lavora a Radio Vaticana, dove attualmente è uno dei responsabili della redazione cultura e società, e della redazione podcast di Radio Vaticana - Vatican News. Dal 2008 al 2022 è stato Vice-Responsabile del canale Radio Vaticana Italia. Nel 2000 è stato tra i conduttori di Jubilaeum, il canale speciale multilingue in diretta dell'emittente pontificia, creato per il Giubileo. In quella stagione è stato tra i presentatori ufficiali della XV Giornata mondiale della gioventù.
Segue come vaticanista l'attività del Papa e ha seguito come inviato due conclavi, cinque sinodi, numerosi viaggi papali ed eventi ecclesiali in Italia e all'estero.
Nel marzo 2006, in occasione degli 80 anni della Radio Vaticana, ha condotto una trasmissione radiofonica, in diretta, alla quale ha partecipato Papa Benedetto XVI.
Pubblica articoli e interviste per L'Osservatore Romano, il quotidiano Avvenire e la rivista Culture e Fede del Pontificio consiglio della cultura.
Per il network cattolico Aleteia ha condotto, sul web, numerose trasmissioni televisive di attualità ecclesiale, tra le quali, il 28 febbraio 2013, uno speciale dedicato alla storica rinuncia di Papa Benedetto XVI.
Nell'ottobre del 2011 ha ricevuto a Bruxelles, assieme alla collega Fausta Speranza, il Premio giornalistico 2011 del Parlamento europeo, sezione radio in lingua italiana, per il programma intitolato Non solo mimose, andato in onda in occasione dell’International Women's Day.
Tra il 1997 e il 2000 ha lavorato per Rai Radio 2 come autore e conduttore, collaborando a diversi programmi culturali e di intrattenimento sotto la direzione di Sergio Valzania.
Nel 2010 è stato tra i fondatori di VinoNuovo.it, blog collettivo di giornalisti cattolici nato per "vincere l'afasia dell'opinione pubblica nella Chiesa", che continua a ospitare i suoi articoli. 
Nella Quaresima del 2015 ha collaborato al progetto web Chicercate.net, creato per "sperimentare un rinnovamento del linguaggio dei media di ispirazione cattolica", per il quale ha realizzato sei video-monologhi sulla Passione. Ha curato sul blog la rubrica umoristica "Fantaecclesia: cronache di fatti ecclesiali mai avvenuti, o quasi".
Nel dicembre 2024, con i colleghi Benedetta Capelli e Amedeo Lomonaco, ha ottenuto il secondo posto al Premio Giornalistico Bomprezzi-Capulli con il podcast "Il talento di Giacomo".

### Attività teatrale
Laureato in Storia del teatro e dello spettacolo con una tesi di ricerca su Emanuele Tesauro, tra il 1993 e il 1996 ha svolto attività didattica, come cultore della materia, al Dipartimento Musica e spettacolo della Sapienza - Università di Roma, presso la cattedra diretta da Silvia Carandini.
Autore, regista e attore teatrale, ha fatto parte dal 1993 al 2001 del duo di cabaret "I Viceversa", che ha calcato nel 1996 il palcoscenico dello Zelig di Milano.
Tra il 2002 e il 2006, ha ottenuto con la sua compagnia amatoriale, gli AdLP, diversi riconoscimenti alla rassegna teatrale Tuttinscena, diretta da Claudio Boccaccini presso il Teatro Cometa di Roma.

### Saggistica e varia
Nel 2013 ha collaborato al volume Vino nuovo. Voci dal blog che fa discutere i cattolici italiani, curato da Giorgio Bernardelli ed edito da Il Pozzo di Giacobbe, e nel 2016 al volume Il vocabolario di Papa Francesco, edito dalla Elledici e curato da Antonio Carriero, per cui ha redatto la voce "Clericalismo". Sempre nel 2016, nel volume Il vocabolario di Papa Francesco - 2 - ancora edito da Elledici - ha redatto invece la voce "Legalismo". Nel 2017, per il volume #connessi. I media siamo di noi, curato da Giovanni Tridente e Bruno Mastroianni, edito da Edusc,  ha scritto un articolo dal titolo La via dell'ironia per una comunicazione pienamente umana. Nel volume Il nuovo mondo di Francesco, curato da Antonio Spadaro, edito nel 2018 da Marsilio, firma il contributo Migrazioni: come evolve il pensiero di Francesco. Nel 2019 ha collaborato al volume La famiglia a cinquant'anni da «Humanae vitae». Attualità e riflessione etica, edizioni Studium, con un saggio dal titolo Humanae vitae e identità di genere: dalla paternità responsabile a un’identità maschile rinnovata.
Nel 2022 ha pubblicato per Àncora Editrice il romanzo umoristico Ricordati di sanificare le feste. Fantacronache di rinnovamento pastorale post-pandemia.
Nel 2023, per lo stesso editore, ha pubblicato un'altra opera umoristica: Le favolose avventure di Sinodino. Fantacronache degli agguati di un impertinente che vuole svegliare il Sinodo.
Nel 2024 ha pubblicato con Giovanni Tridente, come coautore, il volume 50 domande & risposte sull'Intelligenza Artificiale, edizioni ESC.
Dal 2018 è coordinatore della "Rete sulla via del Silenzio", un network che riunisce associazioni e realtà cattoliche che promuovono la meditazione e la preghiera silenziosa. 